# Kvalserien till Svenska Superligan 2007/2008

Kvalserien till Svenska Superligan 2007/2008, eller "Kvalserien till Elitserien i innebandy för herrar 2007/2008" som den hette innan den högsta serien bytte namn till Svenska Superligan, spelades mellan den 18 mars och 14 april 2007 och spelades över sex omgångar. Vinnaren fick 3 poäng, var det oavgjort efter full tid fick vardera lag ett poäng och matchen fortsatte till sudden death. Vinnaren i sudden death fick ytterligare en poäng - koras ingen vinnare fick ingen extrapoäng (det vill säga att båda lagen fick nöja sig med ett poäng vardera). Förloraren fick noll poäng. Serien bestod av fyra lag: elvan från Elitserien (Järfälla IBK), samt vinnarna från de tre olika division 1-serierna (Färjestadens IBK, Gävle GIK och Västerås IBF).
Järfälla IBK vann serien före Färjestadens IBK, och dessa två lag gick upp till Elitserien 2007/2008.

## Tabell
| Nr | Lag              | S | V | O | F | VÖ | +/-     | P  |
| -- | ---------------- | - | - | - | - | -- | ------- | -- |
| 1  | Järfälla IBK     | 6 | 4 | 1 | 1 | 0  | 34 - 26 | 13 |
| 2  | Färjestadens IBK | 6 | 3 | 2 | 1 | 0  | 36 - 25 | 11 |
| 3  | Gävle GIK        | 6 | 1 | 3 | 2 | 1  | 27 - 33 | 6  |
| 4  | Västerås IBF     | 6 | 0 | 2 | 4 | 2  | 23 - 37 | 4  |

S = Spelade matcher;  V = Vunna matcher;  O = Oavgjorda matcher;  F = Förlorade matcher; 
VÖ = Vunna matcher efter sudden death; +/- = antal gjorda och insläppta mål;  P = Poäng
Färjestadens IBK och Järfälla IBK klara för Elitserien i innebandy för herrar 2007/2008.

## Omgångar
| Omgång 1 | Järfälla    | 7–4      | Västerås     | 18 mars 18:00  |
|          | Gävle       | 4–4      | Färjestaden  | 18 mars 18:45  |
| Omgång 2 | Västerås    | 4–5      | Gävle        | 25 mars 13:30  |
|          | Färjestaden | 6–4      | Järfälla     | 25 mars 17:00  |
| Omgång 3 | Västerås    | 4–6      | Färjestaden  | 30 mars 19:00  |
|          | Järfälla    | 7–1      | Gävle        | 30 mars 19:00  |
| Omgång 4 | Gävle       | 5–6      | Järfälla     | 1 april 17:00  |
|          | Färjestaden | 12–3     | Västerås     | 1 april 17:00  |
| Omgång 5 | Färjestaden | 4–5 (SD) | Gävle        | 6 april 16:00  |
|          | Västerås    | 6–5 (SD) | Järfälla IBK | 9 april 16:00  |
| Omgång 6 | Gävle       | 7–8 (SD) | Västerås     | 14 april 14:00 |
|          | Järfälla    | 5–4      | Färjestaden  | 14 april 14:00 |